# Chuquicamata

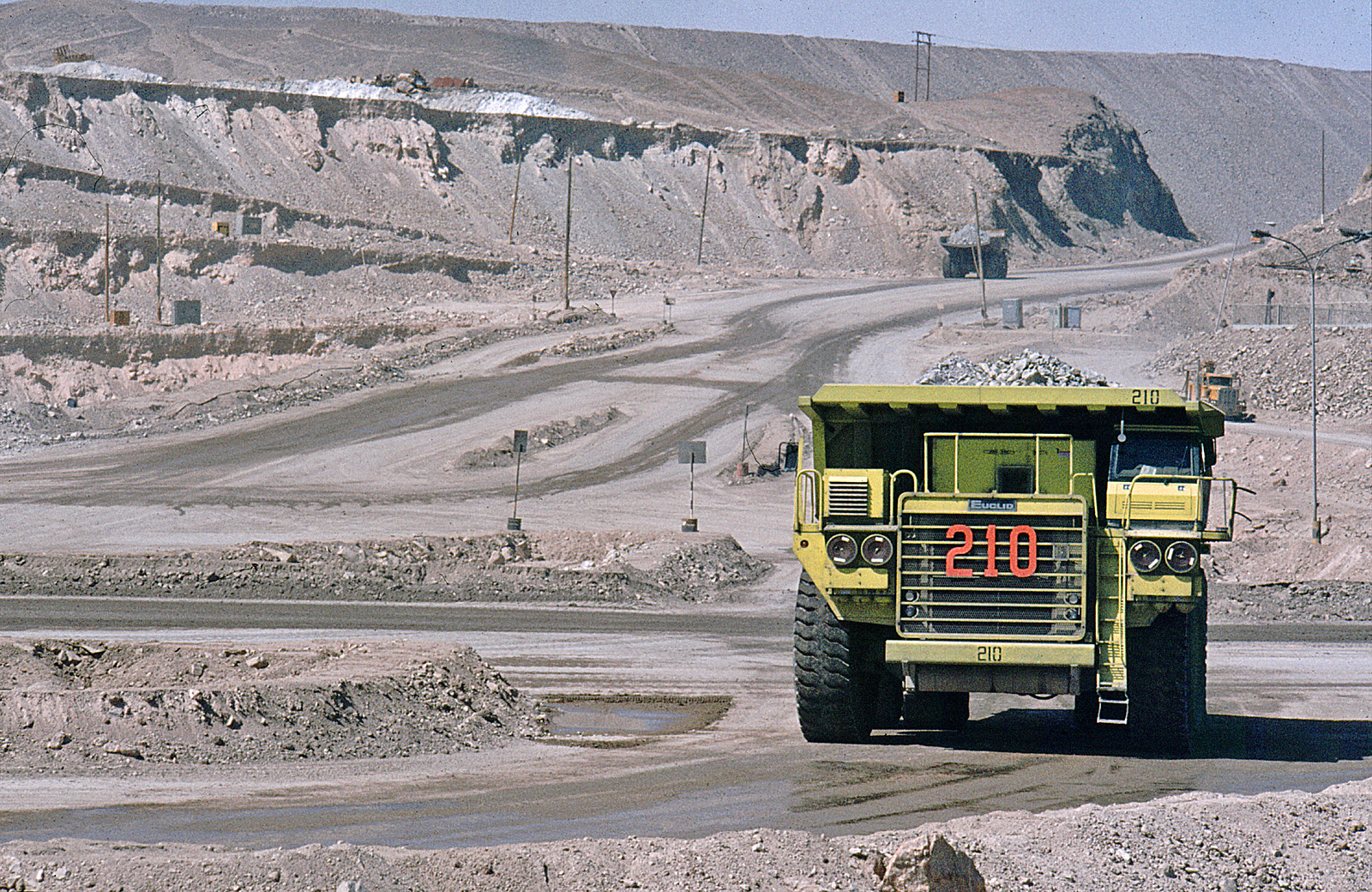
Chuquicamata

Chuquicamata is een van de grootste open kopermijnen ter wereld en wordt beheerd door het Chileense staatsbedrijf Codelco. De mijn ligt in het noordwesten van Chili, in de regio Antofagasta.
De mijn is genoemd naar de kleine plaats Chuquicamata, ook Chuqui genoemd. Dit stadje moest in 2003 wijken voor een uitbreiding van de kopermijn. Dit werd mede ingegeven door het slechte milieu ter plaatse. Het stadje was ooit gesticht als een kamp voor de exploitatie van de mijn. De bewoners moesten bij de opheffing verhuizen naar het nabijgelegen Calama.
De intrusiepijler van de kopermijn Chuquicamata bestaat uit porfirische granodioriet en hangt samen met een lichaam van koperertsporfier. Dit is het grootste van een lange reeks van zulke lichamen in de westelijke cordillera's van Noord- en Zuid-Amerika. In de pijler zijn verspreide metaalsulfiden aanwezig.
De ertsgroeve is sinds de opening op 18 mei 1915 fors gegroeid. het heeft een omvang van vijf kilometer lengte en een diepte tot 900 meter.
Jaarlijks wordt hier een half miljoen ton koper gewonnen. In 2019 is de mijn uitgebreid met ondergrondse schachten waaruit ook het kopererts wordt gehaald. In 2020 werd op deze wijze zo'n zes miljoen ton erts gewonnen waaruit 400.000 ton koper werd gehaald. Op 31 december 2020 waren er bijna 4000 medewerkers actief. De bewezen reserves bestaan uit 700 miljoen ton erts, waaruit zo'n 6 miljoen ton koper is te winnen.